# Mindanaosparv
Mindanaosparv (Hypocryptadius cinnamomeus) är en liten filippinsk tätting i familjen sparvfinkar.

## Utseende och läte
Mindanaosparven är en rätt liten till medelstor tätting med en lång, smal och böjd sångarlik näbb snarare än den typiskt knubbiga och tjocka näbben hos sparvar. Fjäderdräkten är ovan bjärt kanelbrun på hjässa och rygg med mörkare vingar och stjärt. Undertill syns ljusorange på strupe, bröst och kroppsidor, medan den är vit på buken och undersidan av stjärten. Ögat är rött och benen silvergrå, liksom näbben. Lätet är en blandning av ljusa grmytningar, vassa nasala ”wik” och kraftfulla mörkare "piii! piuu-piuu!”, med sista tonen fallande.

## Utbredning och systematik
Mindanaosparven förekommer som namnet avslöjar i bergstrakter på ön Mindanao i Filippinerna. Den placeras som enda art i släktet Hypocryptadius och behandlas som monotypisk, det vill säga att den inte delas in i några underarter.

### Familjetillhörighet
Fram tills nyligen placerades den okontroversiellt i familjen glasögonfåglar och kallades brun glasögonfågel på svenska. 2010 avslöjade DNA-studier mycket förvånande att fågeln trots avvikande morfologi och beteende är systerart till familjen sparvfinkar och förs därför numera dit, tillsammans med i Sverige förekommande arterna gråsparv och pilfink.

## Levnadssätt
Fågeln hittas i bergsskogar och skogsbryn. Där följer den gärna med i kringvandrande artblandade flockar.

## Status
Mindanaosparven har ett begränsat utbredningsområde och minskar i antal. Den anses dock inte vara hotad. 
IUCN kategoriserar arten som livskraftig.